# Mauro Avogadro
Mauro Avogadro (Torino, 1º gennaio 1951) è un attore e regista italiano.

## Biografia
Ha frequentato l'Accademia nazionale d'arte drammatica "Silvio D'Amico" di Roma.
In seguito ha curato decine di spettacoli, prima come assistente di Luca Ronconi (Utopia di Aristofane, Gli ultimi giorni dell'umanità di Kraus, L'uomo difficile di Hofmannsthal, Misura per misura di Shakespeare, Il caso Makropulos di Janáček e molti altri), e poi, dal 1987, in maniera indipendente (Sogno di un tramonto d'autunno di D'Annunzio - Malipiero, I ciechi di Maeterlink, ecc.).
È stato docente alla scuola di recitazione del Teatro Stabile di Torino, per la quale produce spettacoli in collaborazione con gli allievi della scuola: nel 2005 ha diretto L'arma segreta di Archimede di Dumitru Solomon, uno dei maggiori drammaturghi rumeni, presentando così il lavoro di un autore mai rappresentato prima in Italia.
Attualmente è insegnante di recitazione presso L'accademia D'arte del Dramma Antico (INDA) di Siracusa e la Scuola del Piccolo Teatro di Milano.
Come attore è stato impegnato in televisione negli sceneggiati I Buddenbrook, del 1971, Philo Vance (1974) e Jazz band, del 1978.

## Filmografia
- I Buddenbrook – miniserie TV,  episodio 7 (1971)
- Philo Vance – miniserie TV,  episodi 5-6 (1971)
- Rosso veneziano, regia di Marco Leto (1976) - sceneggiato tv
- Jazz band – miniserie TV (1978)
- Hedda Gabler, di Henrik Ibsen, regia di Maurizio Ponzi (1980)

## Prosa radiofonica Rai
- Billy Budd di Hermann Melville, regia di Ida Bassignano, 27 puntate, trasmessa dal 17 al 29 giugno 1998 su Rai Radio 3 per il ciclo Nel mare del fantastico del programma radiofonico Lampi d'estate[2]

## Teatro
- Teatro Metastasio, Prato, stagione 1984-1985 - La commedia della seduzione, di Arthur Schnitzler, regia di Luca Ronconi[3]

## Premi e riconoscimenti
- 1978: - Premio Ubu migliore attore teatrale non protagonista per La torre diretto da Luca Ronconi